# Donald Sloan
Donald Sloan (Shreveport, Louisiana, 15 de enero de 1988) es un jugador de baloncesto estadounidense que actualmente es agente libre. Con 1,91 metros de estatura, juega en la posición de base.

## Trayectoria deportiva

### Universidad
Jugó durante cuatro temporadas con los Aggies de la Universidad de Texas A&M, en las que promedió 11,0 puntos, 3,3 rebotes y 2,7 asistencias por partido. En su última temporada fue incluido en el mejor quinteto de la Big 12 Conference.

### Selección nacional
En 2011 fue convocado por la selección de Estados Unidos para disputar los Juegos Panamericanos que se celebraron en Guadalajara (México), donde obtuvieron la medalla de bronce.

### Profesional
Tras no ser elegido en el Draft de la NBA de 2010, disputó las Ligas de Verano de la NBA con los Sacramento Kings, llegando a firmar un contrato no garantizado por una temporada, pero siendo finalmente despedido antes del comienzo de la temporada 2010-11. Firma entonces con los Reno Bighorns de la NBA D-League, donde juega toda la temporada como base titular, llevando al equipo a las semifinales del campeonato, promediando al final 10,7 puntos y 4,4 asistencias por partido.
En julio de 2011 ficha por los Barangay Ginebra Kings de Filipinas, sustituyendo al lesionado Curtis Stinson, regresando poco después a su país para incorporarse a los Erie BayHawks. En enero de 2012 ficha por Atlanta Hawks, donde juega 5 partidos promediando 1,2 puntos y 1,0 asistencias antes de ser despedido. Al mes siguiente firma un contrato por 10 días con los New Orleans Hornets, regresando posteriormente a los BayHawks, hasta que a finales del mismo mes vuelve a ser llamado por un equipo de la NBA, en este caso los Cleveland Cavaliers, con los que firma hasta el final de la temporada.
[actualizar]

## Estadísticas de su carrera en la NBA

### Temporada regular
| Año     | Equipo      | PJ  | PT | MPP  | %TC  | %3P  | %TL  | RPP | APP | ROB | TPP | PPP |
| ------- | ----------- | --- | -- | ---- | ---- | ---- | ---- | --- | --- | --- | --- | --- |
| 2011-12 | Atlanta     | 5   | 0  | 4.0  | .375 | .000 | .000 | 1.0 | 1.0 | .2  | .0  | 1.2 |
| 2011-12 | New Orleans | 3   | 0  | 13.7 | .357 | .000 | .500 | 1.0 | 2.7 | .7  | .0  | 4.0 |
| 2011-12 | Cleveland   | 25  | 11 | 24.3 | .403 | .091 | .808 | 2.4 | 3.7 | .4  | .1  | 6.6 |
| 2012-13 | Cleveland   | 20  | 0  | 12.9 | .346 | .368 | .800 | 1.4 | 1.9 | .3  | .0  | 4.1 |
| 2012-13 | New Orleans | 3   | 0  | 2.0  | .000 | .000 | .000 | .0  | .3  | .0  | .0  | .0  |
| 2013-14 | Indiana     | 48  | 1  | 8.2  | .376 | .238 | .600 | .9  | 1.0 | .2  | .0  | 2.3 |
| 2014-15 | Indiana     | 53  | 21 | 20.9 | .408 | .313 | .779 | 2.7 | 3.6 | .4  | .0  | 7.4 |
| 2015-16 | Brooklyn    | 61  | 33 | 21.6 | .440 | .384 | .750 | 2.8 | 4.4 | .5  | .1  | 7.0 |
| Total   | Total       | 218 | 66 | 17.2 | .409 | .310 | .754 | 2.1 | 3.0 | .4  | .0  | 5.5 |

### Playoffs
| Año   | Equipo  | PJ | PT | MPP | %TC  | %3P  | %TL  | RPP | APP | ROB | TPP | PPP |
| ----- | ------- | -- | -- | --- | ---- | ---- | ---- | --- | --- | --- | --- | --- |
| 2014  | Indiana | 3  | 0  | 3.7 | .250 | .000 | .000 | 0.3 | 0.0 | 0.0 | 0.0 | 0.7 |
| Total | Total   | 3  | 0  | 3.7 | .250 | .000 | .000 | 0.3 | 0.0 | 0.0 | 0.0 | 0.7 |